# Generalny Okręg Białorusi

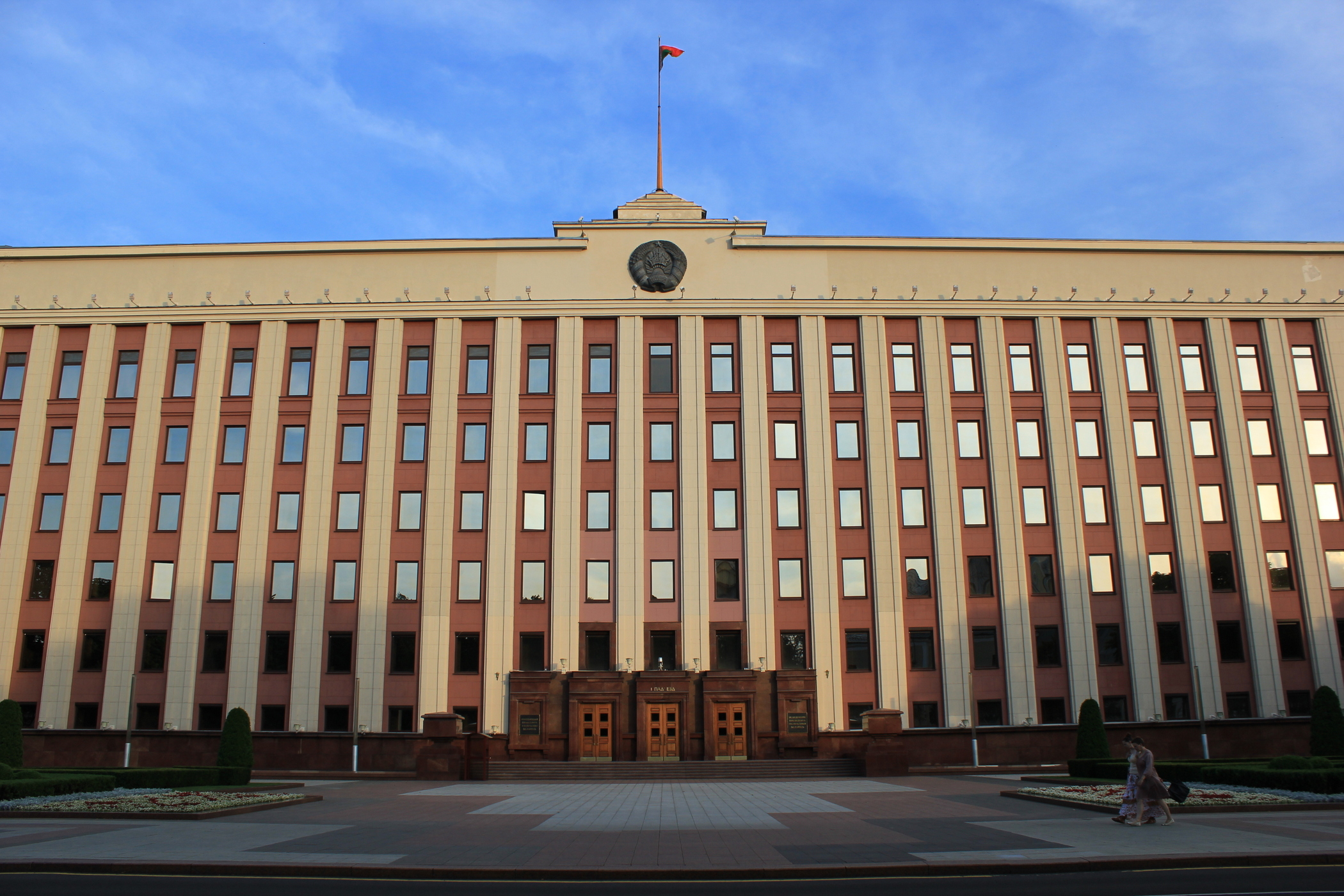
b. siedziba administracji Generalnego Okręgu Białorusi (1941-1944), KC KPB (1947-1991), obecnie administracji Prezydenta Białorusi

Generalny Okręg Białorusi (niem. Generalbezirk Weißruthenien, biał. Генеральная акруга Беларусь) – jednostka administracyjna na terytorium Białorusi, okupowanym przez nazistowskie Niemcy podczas II wojny światowej. Powołany 17 lipca 1941, a wraz z generalnymi okręgami Litwy, Łotwy i Estonii był częścią Komisariatu Rzeszy Wschód (Reichskommissariat Ostland) z siedzibą w Rydze a następnie w Kownie, który był jednostką Ministerstwa Rzeszy dla okupowanych Ziem Wschodnich (Reichsministerium für die besetzten Ostgebiete).

## Komisarze Generalni
- Gauleiter Wilhelm Kube: 1 września 1941 - 22 października 1943 (zginął w zamachu zorganizowanym przez białoruski radziecki ruch oporu)[2]
- SS-Obergruppenführer Curt von Gottberg: 22 października 1943 - lipiec 1944 (wyzwolenie Białorusi przez Armię Czerwoną)[2]

## Aparat bezpieczeństwa

### Dowódcy SS i Policji
- SS-Gruppenführer Jakob Sporrenberg: 21 lipca - 14 sierpnia 1941 (przeniesiony do sztabu Ericha von dem Bacha)
- SS-Brigadeführer Carl Zenner: 14 sierpnia 1941 - 22 maja 1942 (przeniesiony do SS-Hauptamt)
- SS-Oberführer Karl Schäfer: 22 maja - 21 lipca 1942 (przeniesiony na południową Ukrainę)
- SS-Brigadeführer/SS-Gruppenführer Curt von Gottberg: 21 lipca 1942 - 22 października 1943 (przeniesiony na stanowisko Komisarza Generalnego Okręgu; od 5 lipca 1943 do 21 czerwca 1944 jednocześnie Wyższy Dowódca SS i Policji Rosji centralnej i Białorusi)[3]
- SS-Standartenführer Erich Ehrlinger: 22 października 1943 - lipiec 1944 (wyzwolenie Białorusi)

### Dowódcy Policji Bezpieczeństwa i Służby Bezpieczeństwa
- SS-Obersturmbannführer Eduard Strauch: 3 grudnia 1941 - lato 1943 (przyczyna odwołania nieznana, prawdopodobnie winą był jego alkoholizm[4])
- SS-Standartenführer Erich Isselhorst: lato 1943 - październik 1943 (ranny, po wyleczeniu przeniesiony na to samo stanowisko do Strasburgu)

### Białoruska Policja Pomocnicza
- kapitan Franciszek Kuszel: komendant policji w Mińsku oraz kursów dla policjantów od lipca 1941, w sierpniu 1943 mianowany jej głównym zwierzchnikiem na całym okupowanym obszarze.

Weißruthenische Hilfspolizei powstała w lipcu 1941, min. z inicjatywy Abwehry, podległa Ordnungspolizei. Uczestniczyła ona w nazistowskich zbrodniach popełnionych w tym kraju, często wyręczając w nich okupanta. Środowisko było pełne degeneratów i zbrodniarzy przeciwko czemu protestował sam Kuszel widząc w policji zalążek przyszłej białoruskiej armii. Białoruska Obrona Krajowa, której trzon stanowiła białoruska policja pomocnicza, powstała w lutym 1944 z inicjatywy Białoruskiej Centralnej Rady kolaborującej z hitlerowskim okupantem. Dowódcą został Franciszek Kuszel (awansowany na majora). BKA nie zdążyła odegrać większej roli w wojnie. Z żołnierzy, którzy wycofali się z Niemcami sformowano brygadę SS zaś ci, którzy zostali w kraju albo poddali się Sowietom albo przystąpili do antyradzieckiego ruchu oporu.

## Siedziba
Administracja mieściła się w budynku wybudowanym w latach 1939-1941 dla Komitetu Centralnego Komunistycznej Partii Białorusi.